# Kia Cadenza
La Cadenza est une berline du constructeur automobile sud-coréen Kia commercialisée à partir de  décembre 2009 en Corée du Sud sous le nom de K7. Elle succède à la Kia Opirus.
Sa ligne est due au crayon de Peter Schreyer, qui travailla chez Audi, responsable de la nouvelle identité visuelle de Kia avec la face avant "Tiger Nose".
La berline est disponible en Corée du Sud, aux États-Unis, au Canada, en Chine, au Brésil et au Moyen-Orient.